# Istituto Tecnico Commerciale Paolo Sarpi
L'istituto tecnico commerciale "Paolo Sarpi" si trova nel sestiere di Castello in fondamenta Santa Giustina a Venezia.

## Storia
La scuola nacque come Scuola Tecnica Austriaca nel 1842 e venne ricreata nel nuovo Regno d'Italia con decreto reale del 12 marzo 1867 con il nome di "Istituto industriale e professionale e Istituto reale di marina mercantile" in quanto comprensiva di due indirizzi che sono quello industriale e quello di marina.
La sede era nell'ex convento benedettino di San Giovanni Laterano — oggi sede dell'Istituto professionale per il commercio Agostino Barbarigo — convertito per usi civili in data 28 luglio 1806 da un decreto di Eugenio di Beauharnais, viceré del regno d'Italia in seguito alla caduta della Repubblica di Venezia.
Successivamente si concepì il nuovo istituto industriale e professionale in 4 sezioni separate:
1. sezione di costruzione meccanica con quattro corsi;
2. sezione commerciale ed amministrativa con tre corsi;
3. sezione di ragioneria e contabilità con tre corsi;
4. sezione di industrie chimiche e meccaniche in tre corsi.

L'istituto reale di marina mercantile restò invece con i quattro corsi originari.
Il preside Demetrio Busoni, ex professore ordinario del liceo classico Marco Polo nonché presidente dell'Ateneo Veneto traghettò la scuola nel passaggio dall'amministrazione austriaca a quella italiana in seguito all'annessione del Veneto nel Regno d'Italia del 1866. Vice preside fu Giannantonio Zanon autore di diversi trattati di Marina Mercantile .
Nel 1870 il pedagogista Adolfo Pick fu professore di tedesco nella scuola assieme al filosofo Giorgio Politeo.
Nel 1872 il preside Busoni governò l'istituto come se fosse casa propria, ed è per questo che chiese di poter ridurre alcuni locali a propria abitazione.
Nella sessione estiva dell'anno scolastico 1880-81 si presentò all'esame lo studente Emilio Salgari il quale si dimostrò ottimamente preparato in italiano, storia, diritto e geografia, ma molto meno in navigazione, astronomia (il cui professore era Elia Millosevich) e trigonometria, materie che avrebbe dovuto ripresentare a settembre. Non si presentò agli esami di riparazione e non riuscì a prendere il diploma di capitano di marina e nel 1881 abbandonò gli studi.

Ildebrando Tacconi

Nel 1882 l'istituto cambiò nuovamente denominazione e si trasformò in Istituto tecnico e nautico assumendo il nome di "Paolo Sarpi", su suggerimento di uno tra i maggiori cultori della venezianità, lo scrittore e politico Pompeo Molmenti.
Dal 1894 al 1913 la scuola venne condotta da Ottorino Luxardo "uomo di grande valore nel campo scientifico, che nel 1903-04 aggiungeva ai corsi serali quello dei Capimastri". In questo periodo vanno citati gli insegnanti Raffaele Giovagnoli, Pompeo Molmenti, Attilio Sarfatti e Giovanni Bordiga. Invece tra gli studenti Luigi Sugana, Antonio Fradeletto, Vittorio Lazzarini, l'aviatore Pier Luigi Penzo.
Nel 1904 nel consiglio comunale cittadino si evinse la possibilità di implementare una cultura tecnica che potesse formare la classe operaia, iniziarono così dei corsi serali con specializzazione in commercio, mastri muratori e elettromeccanici.
Nel 1909 un giovane Rodolfo Valentino studiò nella sezione Nautica della scuola ma successivamente venne preclusa la carriera marittima per insufficienza toracica ed un occhio lievemente strabico.
Alla fine della prima guerra mondiale la marina mercantile chiese un nuovo locale per l'istituto nautico e nel 1920 la parte nautica venne staccata della scuola creando l'Istituto Nautico Sebastiano Venier con sede in un ex convento delle Suore Salesiane, succedute alle Agostiniane, che si trova a San Giuseppe di Castello.
Nel 1930 l'Istituto Paolo Sarpi si trasferì nella nuova sede in fondamenta Santa Giustina. Negli anni cinquanta la scuola divenne una delle più importanti di Venezia. Il preside era l'esule spalatino e letterato Ildebrando Tacconi. Si sono diplomati qui due futuri sindaci di Venezia: Mario Rigo e Paolo Costa.
Negli anni 70 vi furono le manifestazioni studentesche. Negli anni 80 a guida della Preside Bacchion vi fu una continua crescita del numero degli studenti (si arriverà ad oltre 1.200) e venne aperta una sezione staccata al Lido di Venezia oltre all'indirizzo di Ragionieri Programmatori. Successivamente viene aperto l'indirizzo I.G.E.A..
Nel 2011 la scuola assieme all'Istituto d'istruzione superiore Francesco Algarotti forma il polo tecnico economico di Venezia. Nel 2013 nasce l'associazione di ex allievi e insegnanti dell'Istituto Tecnico Commerciale Paolo Sarpi.
Dotato di moderne attrezzature didattiche offre due indirizzi di studi, l'indirizzo Amministrazione, Finanza e Marketing e l'indirizzo Sistemi Informativi Aziendali Ad oggi vi sono 121 alunni divisi in 5 classi.
Tra i numerosi recenti studenti va citato il fumettista Emanuele Tenderini.

## Sede
L'attuale edificio è composto da sei piani fuori terra. Ha uno sviluppo di superficie lorda, distribuita sui vari piani, di mq 7.758 circa. È il primo istituto veneto ad avere un edificio appositamente costruito come scuola. I lavori di costruzione della sede di Castello iniziarono il 1º luglio 1929 per terminare il 15 gennaio 1931 e il 28 ottobre successivo ebbe luogo l'inaugurazione del Regio Istituto Tecnico commerciale "Paolo Sarpi".